# Verónica Cortez
Verónica Cortez es una actriz venezolana de teatro, cine y televisión. Es reconocida por sus papeles en las telenovelas Kassandra, Amores de fin de siglo, Carissima y Juana, la virgen, de autores como Delia Fiallo, Leonardo Padrón y Julio César Mármol y Perla Farías. También ha ejercido como productora en el medio teatral.

## Biografía
Después de culminar estudios en La Escuela Nacional de Teatro, continúa su formación actoral de la mano del maestro Enrique Porte en el Taller del Actor, iniciándose profesionalmente en las tablas con el clásico Urfaust de Goethe, dirigido por Santiago Sánchez.

### Cine
Su debut profesional lo hace en el año 1989 con Aventurera, película de Pablo de la Barra, nominada en los Premios Goya y con la cual gana el Premio ANAC (Asociación Nacional de Autores Cinematográficos) como Mejor Actriz Principal. En 1991, protagoniza La Montaña de Cristal, coproducción española-venezolana, dirigida por Joaquín Cortes. Y en 1993, con Deadly Weapon, producción italiana en la que comparte roles con actores internacionales como John Savage. 

### Televisión
Se inicia en el medio con las novelas La Encantada de Kiko Olivieri y La Sombra de Piera. En 1991 es contratada por Radio Caracas Televisión como actriz exclusiva y participa en diversas telenovelas y unitarios como  Kassandra, en rol antagónico,  novela que ingresó al Libro de Récord Guinness como la “serie de televisión en español emitida en el mayor numero de países”; Amores de Fin de Siglo, Carissima y  Juana, La Virgen. También ha realizado participaciones en unitarios como La Mano, dirigida por Tony Rodríguez.
En el 2008 y 2009 encarna a Lucrecia,  personaje de la serie juvenil Isa TKM, escrita por Mariela Romero y producida por Nickelodeon Latinoamérica  y Sony Pictures.
Recientemente participó en la novela de época Guerreras y Centauros, de Quimera Producciones. Así mismo, en los Unitarios Horario Restringido y ¿Dónde están las niñas? de la serie Escándalos producida por Televen.

### Tablas
Con más de 30 obras realizadas, la actriz ha transitado por distintos géneros como el teatro experimental (Stasis 4 de Franz Xaver Kroetz, dirigida por Elia Schneider); la comedia (Quiéreme mucho de Gustavo Ott y Baño de Damas de Rodolfo Santana, dirigida por Gerardo Blanco y producida por la Compañía Nacional de Teatro); el drama (La Señora Klein de Nicholas Wright, bajo la dirección de Orlando Arocha); teatro infantil (Cortocircuito de Carlos Roa y dirigida por Mayling Peña).
En el marco de Microteatro Venezuela,  la actriz ha participado en cuatro producciones; Tequila o Ron de Gennys Pérez, Primero Las Damas de José Jesús González, Terapia Sexual de Luis Alberto Rosas y La Peluquera sin Mordaza de Jan Thomas Mora.
Paralelo a su experiencia como actriz, Verónica también ejerce como productora y periodista. En 1990 egresa de la Universidad Central de Venezuela como Licenciada en Comunicación Social y desde 1995 ha realizado varios trabajos dentro de esta área. En 1996 se inicia como conductora de exteriores en el programa Experiencias, transmitido en el canal 8.
También ha sido productora de series y programas de televisión como Adiós Siglo XX, Macuro: La Primera Huella y Programa Especial sobre La Madre Teresa de Calcuta.
Verónica expande su experiencia de campo con el grupo Teatro Itinerante de Venezuela cuando produce la pieza Miranda 24 horas y se encarga de la promoción de medios (prensa, televisión y radio) de la misma.
Además, con la empresa Talento Femenino, ejerció la producción de eventos promocionales a nivel nacional y se desempeñó como Jefe de Prensa de la Página Web www.vayaalteatro.com. Y a través de su propia empresa Tulipano Producciones, a partir del 2010, ha realizado varias obras como Tengo una Casa llena de Sueños,  La Mejor de Todas Tú , escritas por Gladys Prince, Navaja en la Carne de Plínio Marcos y Las Siamesas de José Antonio Barrios, Tequila o Ron de Gennys Pérez y Yerma (Federico García Lorca), en las cuales ha ejercido el doble rol de actriz y productora.

## Televisión
- 2015. Unitario Escándalos. Horario Restringido. Televen. Autor: César Sierra. Director: Tony Rodríguez. Productor Jhony Pulido. Reparto Principal.
- 2015. Unitario Escándalos. ¿Dónde están las niñas? Televen. Autor: César Sierra. Director: Tony Rodríguez. Productor Jhony Pulido. Participación Especial
- 2013-2014. Telenovela. Guerreras y Centauros. Quimera Producciones. Dir: Juan Carlos Wessolowsky, Gregorio Scala. Reparto Principal.
- 2012. Teleserie Nos vemos en el Espejo. Autoría y Dirección: Lilita Pestana, PNI. Reparto Principal.
- 2008-2009.Telenovela juvenil Isa TKM. Autora: Mariela Romero. SONY-NICK.  Reparto Principal.
- 2007. Teleserie Túkiti, crecí de una. Autor: Ricardo Hernández Anzola. ALTER PRODUCCIONES. Actuación Especial.
- 2006. Teleserie Con toda el alma. Autor: César Sierra. LAURA VISCONTI PRODUCCIONES.  Reparto Principal.
- 2005. Teleserie: Guayoyo Express. Autor: Carlos Armas. Televen. Participación Especial.
- 2005.Telenovela: Ser bonita no basta. Autora: Perla Farías. RCTV. Participación Especial.
- 2004. Unitario: Chao Cristina. Autor: José Ignacio Cabrujas. RCTV.  Reparto.
- 2002. Telenovela: Juana, la virgen. Autora: Perla Farías. RCTV.  Reparto Principal.
- 2001. Telenovela: Carissima. Autor: Julio César Mármol. RCTV. Reparto Principal.
- 2000. Telenovela: Mis 3 hermanas. Autora: Perla Farías. RCTV. Participación Especial.
- 1997. Telenovela: Amores de fin de siglo. Autor: Leonardo Padrón. RCTV.  Reparto Principal.
- 1996. Telenovela: Entrega Total. Autores: Laura Botonme y Carmelo Castro. RCTV. Reparto Principal.
- 1996. Unitario: Un Regalo del Corazón. Autor: Luis Velazco. RCTV. Protagónico.
- 1995. Unitario: La Mano. Autor: Kiko Olivieri. RCTV. Elenco Protagónico.
- 1994. Unitario: La Madame. Autor: Leonardo Padrón. RCTV. Reparto.
- 1993-1994.Telenovela: Kassandra. Autora: Delia Fiallo. RCTV. Contrafigura.
- 1991-1992. Telenovela: El desprecio. Autor: Julio César Mármol. RCTV.  Reparto.
- 1989-1990. Telenovela: La sombra de Piera. Autor: Ligia Lezama.  PROGESA PRODUCCIONES.  Reparto Principal.
- 1989. Miniserie: Taxi. Autores: Gustavo Rodríguez y Alejandro García. Elenco Protagónico.
- 1987-1988. Telenovela: La Encantada. Autor: Kilo Olivieri. VC Producciones. Reparto Principal.

## Cine
- 2003. Cortometraje: Espejito, espejito. Director: Federico Schöender. Protagónico.
- 1993. Película: Deadly Weapon. Director: Vicente Ricotta. Protagónico.
- 1991. Película: La Montaña de Cristal. Director: Joaquín Cortés. Coproducción Venezuela-España. Protagónico.
- 1987. Película: Aventurera. Director: Pablo de la Barra. Protagónico.
- 1986. Película: El Escándalo. Director: Carlos Oteyza. Reparto.

## Teatro
- 2018. La Peluquera sin Mordaza. Autor: Jan Thomas Mora. Dirección: Gladys Prince. Monólogo.
- 2016-2017. Yerma. Autor: Federico García Lorca. Dirección: Dimas González. Protagónico.
- 2015.¿Quién se llevó la Navidad?. Autor: Maying Peña. Dirección: Mayling Peña.
- 2015. Primero Las Damas. Autor: José Jesús González.  Dirección: José Jesús González. Protagónico.
- 2015. Terapia Sexual. Autor: Luis Alberto Rosas. Dirección: Luis Alberto Rosas. Protagónico.
- 2014-2017. Tequila o Ron. Autor: Gennys Pérez. Dirección: José Jesús González. Protagónico.
- 2013-2014 Lorca que te quiero Lorca. Espectáculo musical basado en textos de Federico García Lorca. Dirección: José Jesús González. Protagónico.
- 2013. Anoche no dormí. Autor: Gerardo Farias. Dirección: Paul Salazar. Protagónico.
- 2013. Súper Compinche. Autor: Carlos Roa. Dirección: Mayling Peña.Reparto
- 2012. Las Siamesas. Autor: José Antonio Barrios. Dirección: William Cuao. Protagónico.
- 2012. Navaja en la Carne. Autor: Plinio Marco. Dirección Alberto Alcalá Protagónico.
- 2011. La Mejor de Todas. Autor: Gladys Prince. Dirección: Gladys Prince. Protagónico.
- 2010. Olaya Buroz. Autor: César Rengifo. Dirección: Gladys Prince. Protagónico.
- 2010. La Hora Menguada. Autor: César Rojas. Dirección: Carlos Roa. Protagónico.
- 2010. La Decisión de Raquel. Autor: Hernán Marcano. Dirección: José Manuel Carvajal. Reparto.
- 2008-2013. Cortocircuito. Autor: Carlos Roa. Dirección: Mayling Peña.  Protagónico.
- 2007-2008. Las Novias de Travolta. Autor Andrés Tulipano. Dirección José Pepe Domínguez.  Protagónico.
- 2007-2008. La Sra. Klein Autor Nicholas Wright. Dirección Orlando Arocha.  Reparto.
- 2007 Canal Lounge: La Decisión de Raquel. Autor Carlos Roa. Dirección: José Gregorio Scala. Reparto
- 2005. El Regreso, Historia de una Espera. Autor: César Rojas. Dirección: César Rojas. Protagónico.
- 2002-2003. Baño de Damas. Autor: Rodolfo Santana. Dirección: Gerardo Blanco. Compañía Nacional de Teatro. Reparto.
- 2002. Féminas. Autor: Manuel Mendoza. Dirección Manuel Mendoza. Protagónico.
- 1999. La Trampa. Autor: César Rojas. Dirección: César Rojas.  Protagónico.
- 1995-1996. Señor Bolero. Autor: Hernán Marcano. Dirección: Hernán Marcano.  Protagónico.
- 1993. Quiéreme Mucho. Autor: Gustavo Ott. Dirección: Gustavo Ott.  Protagónico.
- 1991. Extremos. Autor: Arnold Mastroiani. Dirección: Cesar Sierra.  Protagónico.
- 1991. Stasis 4 (En el Patio de mi Granja). Autor: Xaver Kroetz. Dirección: Elia Scheneider.  Protagónico.
- 1989. Monólogo: La Encuestadora. Autor: José Gabriel Núñez. Dirección: Romeo Costea.  Protagónico.
- 1988. Urfaust (Fausto Original). Autor: Goethe. Dirección: Santiago Sánchez.  Protagónico.
- 1983. Las Exiliadas. Autor: Carlos Castillo. Dirección: Ángel Barceló.  Protagónico.
- 1981. La Empresa Perdona un Momento de Locura. Autor: Rodolfo Santana. Dirección: Orlando Araujo. Protagónico.
- 1980. El Juego. Autor: Mariela Romero. Dirección: Orlando Araujo. Protagónico.